# 야마다촌 (오사카부 미나미카와치군)
야마다촌(일본어: 山田村)은 일본 오사카부 이시카와군·미나미카와치군에 설치되었던 촌이다. 현재의 다이시정에 해당한다.